# Lékoumou
Lékoumou – jeden z departamentów Konga, położony w południowej części państwa. Stolicą departamentu jest miasto Sibiti.
Departament ten zamieszkiwały w 2007 roku 96 393 osoby. Jego powierzchnia wynosi 20 950 km².
Departament ten podzielony jest na 5 dystryktów:
- Bambama
- Komono
- Mayéyé
- Sibiti
- Zanaga